# 泉龍寺 (北杜市)
泉龍寺（せんりゅうじ）は、山梨県北杜市高根町村山にある曹洞宗の寺院。詳名は雨寶山泉龍寺。平安時代に創建された当時は真言宗の寺院であり、山岳信仰の基幹寺院として栄えた。後に、永平寺と總持寺を両本山とする禅宗、曹洞宗の寺院となった。本尊は薬師瑠璃光如来。
清光寺の末寺である。浅川伯教・巧兄弟の菩提寺。逸見筋第25番札所。庫裏には室町期の作とされる雨宝童子垂迹画がある。

## 歴史
平安時代、沙門覚海阿闍梨の弟蓮茂の為に建てた。その当時は、瑞雲山西照院と言われていた。
戦国時代末期、武田氏が滅亡して徳川の時代になる頃、豊臣秀次の遺臣である池田某なる人物が流浪の果てに清光寺第八世樹察和尚に随従して出家し、玄朔と称した。玄朔は、慶長年間の初め、衰退していた西照院を真言宗から曹洞宗に改宗して開山。復興に際し、師である樹察を開山に請願し、自身は二世として亡き主君の追善で生涯を送った。
しかし西照院は、伊豆の大寺最勝院と同音の為、改名を求められ、寺名を泉龍寺と改めて、山号も雨宝山とすることになった。
慶長8年（1603年）、徳川家康は4奉行から黒印状を発給させ、境内と付近の土地を寄進すると、後日に朱印状を与える約束をして夏目六兵衛に禁制発給をさせた。
寛政9年（1797年）の記録によれば、本尊の薬師如来像は33年目ごとに開帳した。当時の薬師如来来像は、弘法大師作であったが、たびたびの火災に遭い本堂・山門・衆寮・土蔵など悉くを失うこととなった、
1880年（明治13年）に同町長沢地区の民家を購入し、これを移築して庫裡とした。その後長く、細々と法灯を掲げてしのいできたが、1984年（昭和59年）本堂・位牌堂・玄関などを新築した

## 境内
建物 
- 本堂 - 1984年（昭和59年）建立、銅板葺、8間×7間半
- 位牌堂 - 1984年（昭和59年）建立、銅板葺、3間×3間
- 玄関 - 1984年（昭和59年）建立、銅板葺、5間半×2間
- 庫裡 - 1880年（明治13年）建立、瓦葺、12間×6間
- 小庫裡 - 1880年（明治13年）建立、瓦葺、4間半×6間半
- 山門
- 土蔵 - トタン葺、5間×3間

碑文
- 泉龍寺復興記念の碑 - 1984（昭和59年）9月建立
- 七世蕪庵無畏の句碑 - 本堂の前に、泉龍寺20世住職により1985年（昭和60年）2月11日に建立された、七世蕪庵無畏の句碑（鶯や人まねきつゝ忍び阿し）がある。

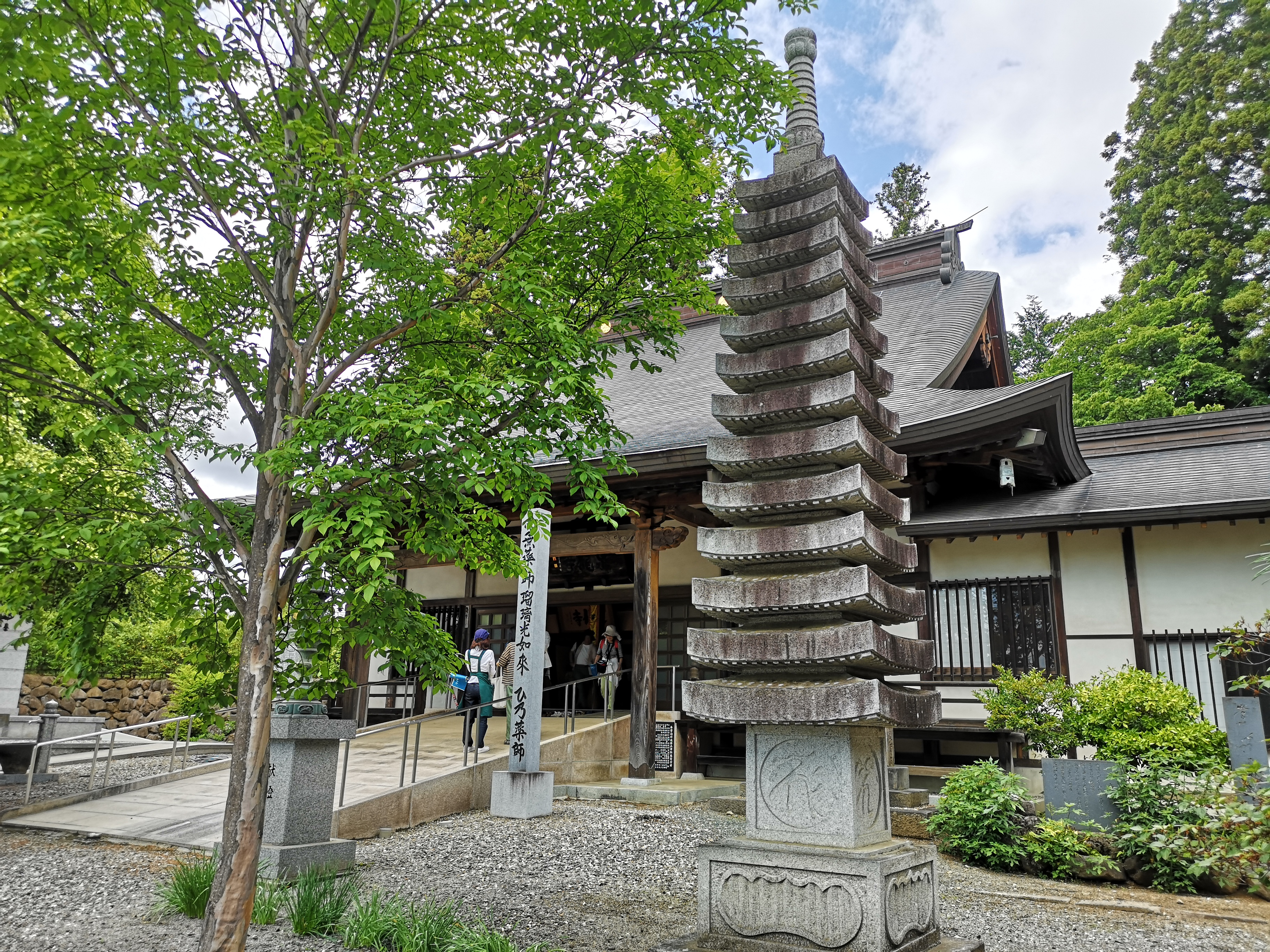
供養塔
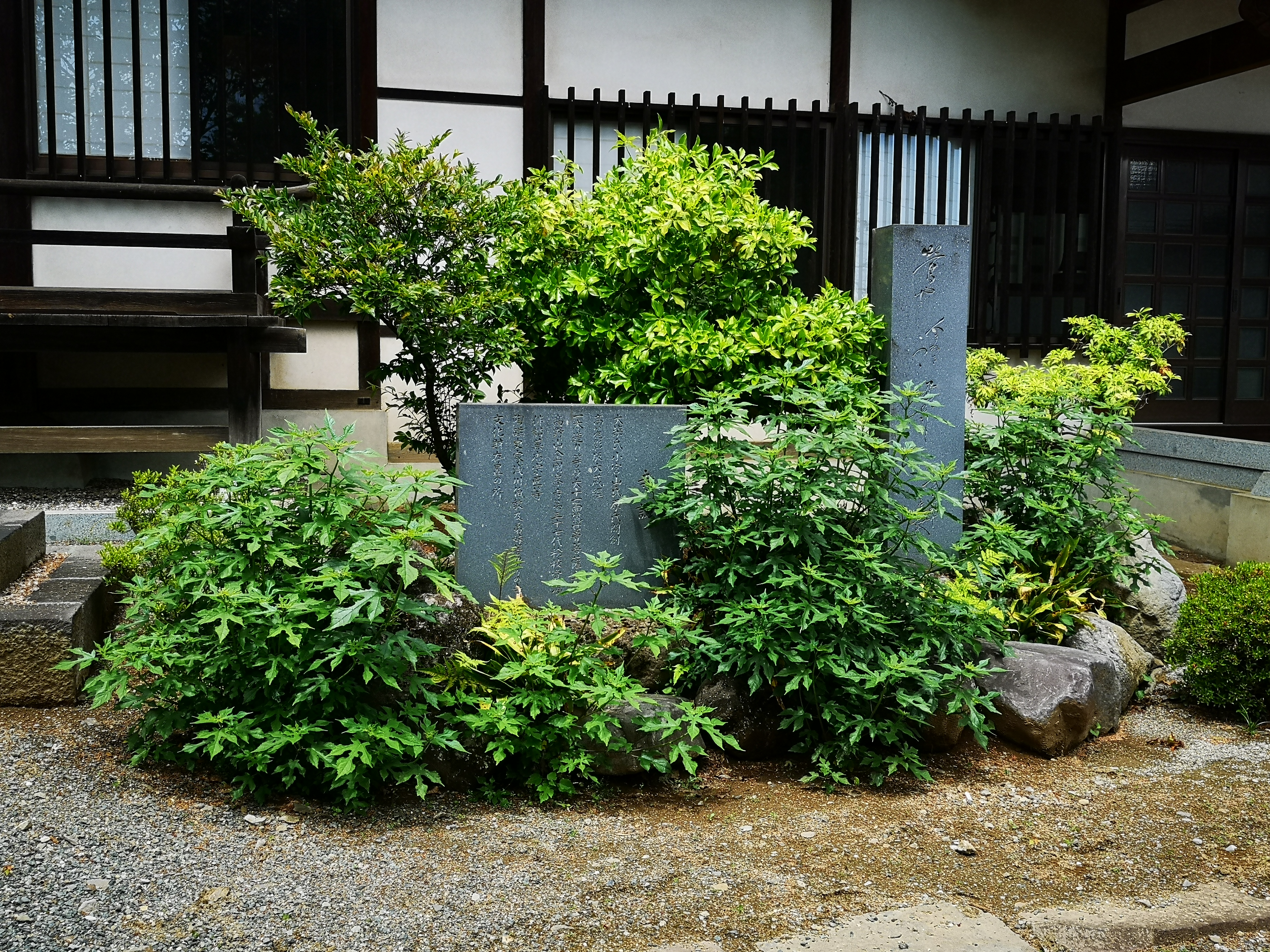
句碑

## 境外
大正寺の地内に厩尻観音堂がある。この土地は泉龍寺の所有で、春の彼岸の初日に大般若経を持ち込み、転読する。厩尻観音堂は桃山時代の建築と推定されるが、1988年（昭和63年）に修復された。広さは4間×5間。東竜寺尾根39戸の住民の所有で、維持管理や夏祭りなどの行事も東竜寺尾根の住民により行われる。
東竜寺は明治維新前まで高根町村山西割にあった泉龍寺の末寺だったが、檀家39戸とともに泉龍寺へ併合された。

## 年中行事
主な行事は以下のとおりである。
- 1月1日-3日 初詣、元旦

## 交通アクセス
- JR中央本線長坂駅から車で約10分[6]